# Dūburio - Kelpšiškio apylinkės
Dūburio - Kelpšiškio apylinkės este o arie protejată (sit de importanță comunitară — SCI) din Lituania întinsă pe o suprafață de 226,8 ha, integral pe uscat.

## Localizare
Centrul sitului Dūburio - Kelpšiškio apylinkės este situat la coordonatele 55°47′17″N 25°58′01″E / 55.7881°N 25.9669°E.

## Înființare
Situl Dūburio - Kelpšiškio apylinkės a fost declarat sit de importanță comunitară în aprilie 2018 pentru a proteja 1 specie de animale.

## Biodiversitate
Situată în ecoregiunea boreală, aria protejată conține 6 habitate naturale: Izvoare fino-scandinave și mlaștini produse de izvoare bogate în minerale, Păduri caducifoliate bătrâne naturale hemiboreale fino-scandinave (Quercus, Tilia, Acer, Fraxinus sau Ulmus) bogate în specii epifite, Păduri fino-scandinave bogate în ierburi cu Picea abies, Păduri caducifoliate de mlaștină fino-scandinave, Păduri pe pante, grohotișuri și ravene de Tilio-Acerion, Păduri aluvionare cu Alnus glutinosa și Fraxinus excelsior (Alno-Padion, Alnion incanae, Salicion albae).
La baza desemnării sitului se află o specie protejată de  nevertebrate: Osmoderma eremita.